# Saint-Hilaire-d'Estissac

Saint-Hilaire-d'Estissac este o comună în departamentul Dordogne din sud-vestul Franței. În 2009 avea o populație de 112 de locuitori.

## Evoluția populației
| An        | 1975 | 1982 | 1990 | 1999 | 2006 | 2009 |
| --------- | ---- | ---- | ---- | ---- | ---- | ---- |
| Populație | 89   | 87   | 110  | 114  | 112  | 112  |